# Tomàs Seguí i Seguí
Tomàs Seguí i Seguí   (Esporles, 24 de desembre de 1891 - Porreres, 4 de febrer de 1937) "Ramellí" va ser un treballador i polític socialista de Mallorca víctima de la repressió del bàndol franquista durant la Guerra Civil.

## Biografia
Membre del Partit Socialista Obrer Espanyol des de 1916, va ser president de la Federació Gremial de la seva localitat natal. Al 1920 va ser triat regidor d'Esporles, en franca minoria enfront de deu regidors que conformaven l'alternança en el poder públic espanyol en l'època de la Restauració.Es va dedicar a millorar les condicions de vida i protecció dels menors, així com la sanitat pública. Amb la dictadura de Primo de Rivera, que va dissoldre tots els ajuntaments, Tomás Seguí va marxar a Cuba on va treballar de carboner a Cienfuegos al costat d'altres veïns emigrants d'Esporles. Va tornar a Espanya el 1927.
A les eleccions municipals de 1931 que van donar lloc a la proclamació de la República va ser elegit regidor i, després alcalde. Va destacar per les obres de sanejament públic, canalització i proveïment d'aigua potable (problema que persistia a la zona feia anys) i les obres escolars i dotació dels centres educatius. Durant el seu mandat van ser freqüents les desavinences amb el governador civil, Joan Manent. Després dels successos revolucionaris de 1934 va ser destituït governativament i empresonat. L'agrupació socialista i la Casa del Poble local van ser clausurades. Després de les eleccions generals de 1936 va ser rehabilitat en el càrrec.
En produir-se el cop d'estat de juliol de 1936 que va donar origen a la Guerra Civil, l'intent tímid de defensa local que havia preparat l'ajuntament en els primers dies es va autodissoldre en conèixer la detenció del governador civil per les tropes revoltades. Va aconseguir amagar-se un temps en la mateixa localitat amb l'ajuda dels seus veïns, però va ser descobert i detingut el 1937 en haver fracassat tots els intents de fugida de l'illa de Mallorca. Traslladat a la presó, la seva esposa no va aconseguir identificar-ho a causa del rostre desfigurat per la tortura. A principis de febrer de 1937 va ser executat sense judici algun i llançat a una fossa del cementiri de Porreres. El nou alcalde nomenat pels revoltats ho va qualificar a principis de 1937 de "cap suprem del marxisme", però el 1941 va assenyalar que "no va participar gens". El rector de la localitat també va emetre informes desfavorables.